# Cemitério do Cerro de Montevidéu
O Cementerio del Cerro está localizado no bairro de Villa del Cerro, Montevidéu, Uruguai.

## História
O cemitério foi fundado em 1868.

## Sepultamentos
- Obdulio Varela (1917-1996), futebolista, campeão mundial em 1950.

Sendo Cerro um bairro de imigrantes, vários destes se encontram sepultados neste cemitério.